# Айнури
Айнурите са герои на Дж. Р. Р. Толкин в творбите му „Силмарилион“, „Властелинът на пръстените“ и др. Илуватар ги създава със своята мисъл и чрез песента на Айнурите създава света Арда. Петнайсете най-силни от Айнурите се наричат Валари, но един от тях – Мелкор се бунтува срещу Илуватар и впоследствие се превръща в първия Мрачен владетел, когото обитателите на Арда наричат Моргот. По-нисшите Айнури се наричат Маяри.